# Lugal-Kitun

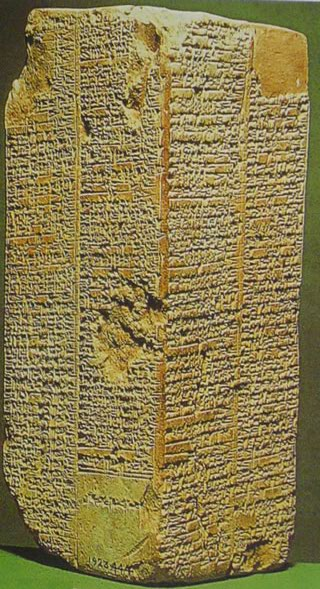
Lista de reyes sumerios.

Lugal-Kitun de Unug (... - alrededor del 2510 a. C.) fue el duodécimo y último lugal de la primera dinastía de Uruk. La Lista Real Sumeria lo coloca después de Mesh-He y le asigna 36 años de reinado. Se cree que desde el año 2546 a. C. hasta su muerte. Sin embargo, su historicidad no está totalmente establecida.
Después de él concluye la Primera dinastía de Uruk. Como dice la Lista Real Sumeria, Quindi Unug [Uruk] fu sconfitta e la regalità fu assunta da Urim [Ur].
| Predecesor: Melem-Ana | Rey de Uruk I siglo XXVI a. C. | Sucesor: Mesanepada (I dinastía de Ur) |